# Jonas Jučas
Jonas Jučas (ur. 11 czerwca 1952 w Kownie) – litewski polityk, muzyk, muzykolog, kulturoznawca, działacz społeczny i samorządowy, od 2006 do 2008 minister kultury w rządzie Gediminasa Kirkilasa.

## Życiorys
W latach 1970–1972 studiował w Kowieńskim Instytucie Politechnicznym. W 1976 ukończył studia w zakresie teorii muzyki i kompozycji w wyższej szkole muzycznej im. Juozasa Gruodisa w Kownie. W 1982 został absolwentem studiów w Konserwatorium Litewskim ze specjalizacją w zakresie edukacji kulturalnej i dyrygentury chóralnej.
Od końca lat 60. kierował amatorskimi zespołami artystycznymi. W latach 70. pracował jako kierownik sekcji muzyki w kowieńskim teatrze lalek oraz jako kierownik administracyjny w litewskiej państwowej młodzieżowej orkiestrze symfonicznej i filharmonii kowieńskiej. Od 1977 był zatrudniony jako nauczyciel, a następnie jako asystent w oddziale kowieńskim Litewskiej Akademii Muzycznej oraz jako członek komisji egzaminacyjnej w katedrze jazzu na Uniwersytecie Kłajpedzkim. Wykładał też na innych uczelniach litewskich oraz za granicą. Od 1991 był dyrektorem artystycznym międzynarodowego festiwalu jazzowego "Kaunas Jazz". Pełnił funkcję jurora podczas licznych międzynarodowych konkursów jazzowych.
W latach 1996–1998 kierował wydziałem kultury w administracji miejskiej Kowna, a od 1998 do 2000 był głównym specjalistą w wydziale kultury administracji okręgu kowieńskiego. W 2000 i 2003 był wybierany do rady miejskiej Kowna. Od 2005 pracował jako doradca mera.
Sprawował mandat posła na Sejm w latach 2000–2004 z ramienia Litewskiego Związku Liberałów, zasiadał m.in. w komisji edukacji, nauki i kultury.
18 lipca 2006 został mianowany na stanowisko ministra kultury w rządzie Gediminasa Kirkilasa z rekomendacji Związku Liberałów i Centrum. W wyborach parlamentarnych w 2008 bez powodzenia ubiegał się o mandat poselski z ramienia tej partii. 9 grudnia tego roku zakończył urzędowanie na stanowisku ministra.

## Odznaczenia
- Medal Orderu Wielkiego Księcia Giedymina – 2006[1]
- Medal Rady Bałtyckiej – 2003[2]